# Ficus burretiana
Ficus burretiana är en mullbärsväxtart som beskrevs av Gottfried Wilhelm Johannes Mildbraed och Hutchinson. Ficus burretiana ingår i släktet fikonsläktet, och familjen mullbärsväxter. Inga underarter finns listade i Catalogue of Life.